# Johann Baptist Wanhal
Johann Baptist Wanhal fou un compositor, professor, organista i violinista txec. Neix a Nechanicz (Nechanice, Bohèmia) el 12 de maig de 1739 i mor a Viena el 20 d'agost de 1813. Fou el primer compositor independent que visqué a Viena del seu art. La seva reputació actual deriva principalment de les seves simfonies, peces per a teclat i comentaris d'alguns escriptors contemporanis. En el segle xx es va introduir una forma moderna txeca d'escriure el seu nom: Jan Křtitel Vaňhal.
Encara que hi ha proves indirectes que els seus avantpassats podrien haver nascut als Països Baixos, els seus pares (Vanhal i Volesovský) havien viscut a la Bohèmia durant diferents generacions. La seva família treballava i vivia a les finques del comte Shaffgostsch.
Es va formar a la seva ciutat natal en cant, així com en la interpretació d'instruments de corda i vent abans de viatjar a la veïna població de Mascherdorf on va aprendre la llengua alemanya. Poc després, va estudiar orgue amb Anton Erban i a tretze anys va assolir el càrrec d'organista a Opoczna. Pocs anys més tard, es va convertir en director de cor a Niemczowes, a la província de Jicin, on Matias Nowak el va formar com a compositor i violinista virtuós.
El 1760 amb l'ajut de la comtessa Shaffgostsch, la qual va quedar impressionada quan va sentir el jove Vanhal tocar el violí, es va traslladar a Viena per prosseguir la seva formació. Per sort va arribar en un bon moment, ja que l'eufòria econòmica creixent d'aleshores, les bones relacions que va establir gràcies a les seves característiques personals, i el seu talent com a compositor i violinista van fer que ràpidament se situés a l'escena musical vienesa. Probablement va rebre l'ajut de Carl Ditters von Dittersdorf, així ho va fer saber aquest, referint-se a ell com “el meu alumne”. També és sabut que va rebre una visita del joveníssim Mozart acompanyat del seu pare Leopold.
Durant aquest període, Vanhal es va establir com un dels compositors més important de Viena, contribuint a l'auge de l'estil vienès. El 1769 l'editor parisenc Huberty va publicar les seves sis simulacions op. 1. El baró von Isaac Riesch de Dresden es va oferir a finançar Vanhal a una gira musical per Itàlia, per així poder-se preparar per convertir-se en Kapellemeister de la cort de Riesch a Dresden.
El mes de maig del 1769 començà la seva estada a Itàlia: va passar prop d'un any a Venècia, també va viatjar a les ciutats de Bolonya, Florència i Roma entre d'altres.
Va conèixer molts compositors com ara Gassman, Gluck, etc. Es creu que a Roma va escriure i representar dues òperes, il triunfo de Clelia i il Demofonte, que posteriorment es varen perdre.
Al seu retorn a Viena el 1771, va declinar la posició de kapellmeister de la cort de Dresden.
D'extraordinària fecunditat, entre les seves composicions publicades hi figuren:
- 12 Simfonies,
- 12 Quartets, per a instruments d'arc,
- 12 Trios, per a dos violins i violoncel,
- Duos, per a violins,
- Quartets, per a piano, dos violins i violoncel,
- Quartets, per a piano, violí, flauta i violoncel; altres per a piano i instruments de fusta.
- Trios, per a piano, violí i violoncel,
- cinc Sonates, per a piano a quatre mans i cinc a dues mans,
- sis Sonates, per a violí i piano,
- Variacions, Fantasies i Danses, per a piano,
- Fugues i Preludis, per a orgue,
- dues Misses, amb orquestra,
- dos Ofertoris, per una veu i orquestra.

A més, deixà manuscrites les partitures de 88 Simfonies; 94 Quartets, per a instruments d'arc; 23 Misses, etc.